# Banín
Banín är en ort i Tjeckien.   Den ligger i regionen Pardubice, i den östra delen av landet, 150 km öster om huvudstaden Prag. Banín ligger 455 meter över havet och antalet invånare är 312.
Terrängen runt Banín är kuperad söderut, men norrut är den platt. Banín ligger nere i en dal.Runt Banín är det ganska tätbefolkat, med 54 invånare per kvadratkilometer. Närmaste större samhälle är Svitavy, 10,0 km norr om Banín. I omgivningarna runt Banín växer i huvudsak blandskog.